# Rivière aux Harts
Rivière aux Harts är ett vattendrag i Kanada.   Det ligger i provinsen Québec, i den östra delen av landet, 500 km nordost om huvudstaden Ottawa.
Omgivningarna runt Rivière aux Harts är en mosaik av jordbruksmark och naturlig växtlighet. Runt Rivière aux Harts är det ganska tätbefolkat, med 222 invånare per kvadratkilometer.